# Едуардо Герреро (веслувальник)
Едуардо Герреро (ісп. Eduardo Guerrero; нар. 4 березня 1928, Сальто, Буенос-Айрес — пом. 17 серпня 2015, Буенос-Айрес) — аргентинський академічний веслувальник. Олімпійський чемпіон (1952).

## Життєпис
На літніх Олімпійських іграх 1952 року в Гельсінкі (Фінляндія) став олімпійським чемпіоном серед парних двійок у парі з Транкіло Капоццо (з результатом 7:32.2).
Також займався регбі, виступаючи за «French Sports Club». Заснував і очолював Олімпійський музей на колесах (ісп. Museo Olímpico Rodante).
У 2002 році здолав на човні понад 1500 км вздовж річки Парани від Пуерто-Ігуасу до Буенос-Айреса.